# Braven - Il coraggioso
Braven - Il coraggioso (Braven) è un film del 2018 diretto da Lin Oeding e con protagonisti Jason Momoa, Stephen Lang e Garret Dillahunt.

## Trama
In una tranquilla cittadina al confine tra Stati Uniti e Canada, vive il taglialegna Joe Braven insieme alla moglie, alla figlia e all'anziano padre. Una mattina decide di raggiungere, insieme al padre, la baita di famiglia. Le loro vite s’incroceranno con quelle di pericolosi trafficanti di droga poiché proprio nella baita di Joe avevano nascosto un carico, e i trafficanti piomberanno nella baita per recuperare la droga.
La tranquillità viene perciò improvvisamente minacciata quando Joe e suo padre si dirigono alla baita di famiglia per un tranquillo weekend. Ciò li mette in contatto con una pericolosa banda di spacciatori, poiché questi ultimi sono costretti a visitare la baita per recuperare un carico di droga abbandonato a causa di un incidente stradale.
Il film dipinge un quadro di sfida e coraggio mentre Joe e Linden, accerchiati dai trafficanti di droga, devono difendere la propria vita e quella della giovane Charlotte. La loro tranquilla fuga nella baita di montagna si trasforma in un confronto spietato con i criminali determinati a recuperare ciò che ritengono appartenga a loro. Mentre la tensione sale e la lotta per la sopravvivenza si intensifica, emerge il vero coraggio di Joe mentre si batte per la sicurezza della sua famiglia.